# Anthopotamus verticis
Anthopotamus verticis är en dagsländeart som först beskrevs av Thomas Say 1839.  Anthopotamus verticis ingår i släktet Anthopotamus och familjen Potamanthidae. Inga underarter finns listade i Catalogue of Life.